# لجاراب (نرغسان)
لجاراب (بالفارسية: لجاراب) هي منطقة سكنية تقع في إيران في قسم نرغسان الریفي. يقدر عدد سكانها بـ 165 نسمة بحسب إحصاء 2016.